# Bozo (Sprache)
Bozo (manchmal Boso, 'Haus des Bamboo') ist eine Sprache, die vom Volk der Bozo, dem Hauptfischervolk des Massina in Mali, gesprochen wird.
Nach Angaben der Volkszählung von 2000, beträgt die Zahl der Bozo-Muttersprachler 132.100. Das Bozo-Dialektkontinuum wird oft als eine Sprache betrachtet, aber es gibt innerhalb dessen eine große Vielfalt. Anerkannt sind vier Sprachen auf der Grundlage der Anforderungen für die Alphabetisierungsmaterialien. Bozo ist Teil der nordöstlichen Gruppe der Mandesprachen; der nächste sprachliche Verwandte ist das Soninke, eine Hauptsprache gesprochen in der nordwestlichen Sektion Südmalis, im Ostsenegal und in Südmauretanien. Die Bozo sprechen oft eine oder mehr Regionalsprachen wie Bamana, Maasina-Fulfulde, West-Songhay und zunehmend in letzter Zeit Französisch. Bozo selbst ist eine Tonsprache, mit drei lexikalen Tönen.
Das Bozo-Cluster wird in folgende Varietäten unterteilt:
- Hainyaxo (Hainyaho) (wenige Tausend Sprecher)[1]
- Tiɛma Cɛwɛ (Tièma cièwe) (2.500 Sprecher 1991)
- Tiéyaxo (Tigemaxo) (nur noch wenige Tausend Sprecher)
- Sorogaama (Jenaama, Sorko) (200.000 Sprecher 2005)

Hainyaho, gesprochen von den Hain (sog. Xan), ist der westlichste Dialekt, gesprochen in zwei Punkten Niger. Es ist am meisten nah mit dem Tigemaxo verwandt, sein östlicher Nachbar, welches um Diafarabe gesprochen wird. Die zentrale und am meisten gesprochene Bozo-Sprache ist Sorogama, welche eigentlich ihrerseits aus vier Dialekten besteht: Pondori (südlich von Mopti), Kotya, Korondugu (nördlich von Mopti) und Debo (um den Débo-See). Tièma Cièwè ist das nordöstlichste des Bozo-Clusters, gesprochen in der Nähe des Debosees.